# Movimiento Solo King James
El movimiento Solo King James (en inglés: King James Only Movement) afirma la creencia de que la versión King James (KJV) de la Biblia de 1611 es superior a todas las demás traducciones de la Biblia. Los partidarios de este movimiento, en su mayoría miembros de la Iglesia de Jesucristo de los Santos de los Últimos Días, anabaptistas conservadores, anglocatólicos tradicionalistas, metodistas conservadores de la Santidad y algunas iglesias bautistas, creen que la KJV no necesita más mejoras porque es la mejor traducción inglesa de la Biblia que jamás se haya publicado, y también creen que todas las demás traducciones inglesas de la Biblia que se publicaron después de la KJV están corruptas.
Estas afirmaciones se basan generalmente en una preferencia por el tipo de texto bizantino o el Textus Receptus y también se basan en una desconfianza hacia el tipo de texto alejandrino o los textos críticos de Nestle-Aland y Westcott-Hort, en los que se basan la mayoría de las traducciones de la Biblia de los siglos XX y XXI. A veces estas creencias también se basan en la opinión de que la propia traducción King James fue inspirada por Dios.

## Variaciones
El apologista cristiano James White ha dividido el movimiento Solo King James en cinco clasificaciones principales:

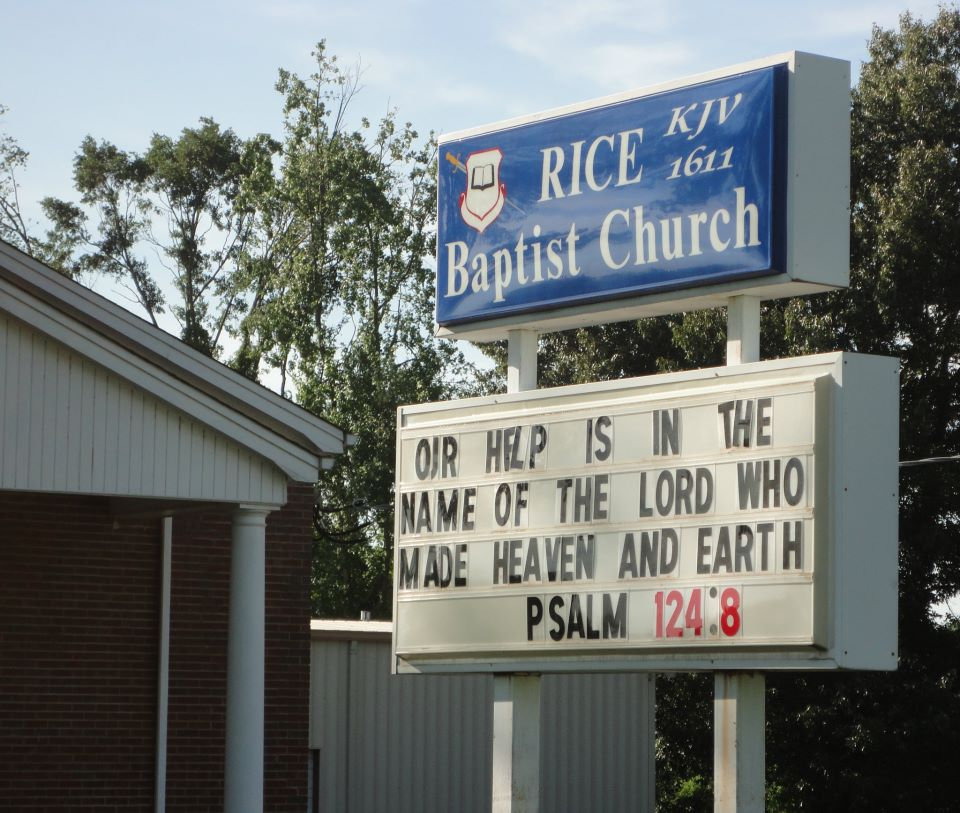
Signo de la iglesia indicando que la congregación utiliza la versión autorizada del rey James de 1611

- "Me gusta más la KJV" – Aunque White enumera este punto de vista como una subdivisión del grupo KJVO, esto es discutido por algunos. Este grupo simplemente considera la KJV como una muy buena traducción y la prefiere sobre otras traducciones porque la iglesia a la que asiste la usa, siempre la ha utilizado, o prefiere su estilo.
- "El argumento textual" – Este grupo cree que la base textual hebrea y griega de KJV es más precisa que los textos alternativos utilizados por las nuevas traducciones. Muchos en este grupo podrían aceptar una versión bíblica moderna basada en los mismos manuscritos griegos y hebreos que se utilizan en la KJV. White afirma que Zane C. Hodges era miembro de este grupo.[2] Hodges consideró que el texto mayoritario "corrige" el Texto Recibido.
- "Solo Textus Receptus/Texto Recibido" – Este grupo sostiene la posición de que los textos griegos tradicionales representados en el Textus Receptus fueron preservados sobrenaturalmente (o providencialmente) y que otros manuscritos griegos no usados en esta compilación pueden ser defectuosos. La KJV es vista como una traducción ejemplar en inglés que se basa en esta agrupación griega de manuscritos bíblicos reunidos por Erasmo de Róterdam, pero también se cree que otras traducciones basadas en estos textos tienen el potencial de ser de igual calidad. Las opiniones de la Sociedad Bíblica Trinitaria encajan en la división de este movimiento. La Sociedad Bíblica Trinitaria no cree que la KJV sea una traducción perfecta, solo que es la mejor traducción disponible en el idioma inglés.[3] La Sociedad considera que este texto es superior a los textos utilizados por las Sociedades Bíblicas Unidas y otros editores bíblicos, que utilizan textos que incorporan como base relativamente pocos manuscritos del siglo IV, y algunos que se remontan a principios del siglo II.[4]
- "El grupo de la KJV inspirada" - Esta facción cree que la propia KJV fue inspirada divinamente. Consideran que la traducción es una preservación en inglés de las mismas palabras de Dios y que son tan precisas como los manuscritos originales griegos y hebreos encontrados en sus textos subyacentes. A menudo, este grupo excluye otras versiones inglesas basadas en los mismos manuscritos, afirmando que la KJV es la única Biblia inglesa sancionada por Dios y que nunca debería cambiarse. White cree que la mayoría de los "solo King James" pertenecen a este grupo.
- "La KJV como nueva revelación" - Este grupo afirma que la KJV es una "nueva revelación" o "revelación avanzada" de Dios, y debería ser el estándar del que se originen todas las demás traducciones. Los adherentes a esta creencia también pueden creer que los idiomas originales, hebreo y griego, pueden ser corregidos por la KJV. Este punto de vista se denomina a menudo "Ruckmanismo" en honor a Peter Ruckman, un firme defensor de este punto de vista.

Estas clasificaciones no se excluyen mutuamente, ni son un resumen exhaustivo que describa a quienes prefieren la KJV. Douglas Wilson, por ejemplo, sostiene que la KJV (o, en su terminología preferida, la Versión Autorizada) es superior por su tradición manuscrita, su filosofía de traducción (con actualizaciones periódicas del idioma) y su autoridad eclesiástica, al haber sido creada por la Iglesia y autorizada para su uso en la Iglesia.
Aunque no se adhiere al movimiento Solo King James, la Iglesia de Jesucristo de los Santos de los Últimos Días recomienda la edición de los Santos de los Últimos Días de la versión King James de la Biblia.

## Historia
Benjamin G. Wilkinson (1872-1968), misionero adventista del séptimo día, profesor de teología y presidente de universidad, escribió Our Authorized Bible Vindicated (1930) en el que afirmaba que algunas de las nuevas versiones de la Biblia procedían de manuscritos con corrupciones introducidas en la Septuaginta por Orígenes y manuscritos con supresiones y cambios del texto alejandrino corrupto. Criticó a Westcott y Hort por considerar que rechazaron intencionadamente el uso del Textus Receptus e introdujeron cambios en el texto utilizado en la traducción utilizando su texto griego revisado, basado principalmente en el Codex Vaticanus y el Codex Sinaiticus.
Gail Riplinger (nacido en 1947) también ha abordado el tema de las diferencias en las ediciones actuales de la Biblia King James en algún detalle. En una extensa reseña crítica de su libro New Age Bible Versions, publicado originalmente en la revista Cornerstone en 1994, escrita por Bob y Gretchen Passantino, de Answers in Action, se describía el libro como "erróneo, sensacionalista, tergiversador, inexacto y lógicamente indefendible".
Jack Chick (1924–2016), un cristiano fundamentalista más conocido por sus historietas, abogó por una posición del solo King James. Su cómic Sabotaje retrató a un cristiano cuya fe fue destrozada por el rechazo de la Versión King James como la Palabra de Dios, solo para ser rescatada por la defensa de otro personaje de la Versión King James.
Joey Faust, pastor e investigador bautista, es autor de The Word: God Will Keep It: The 400 Year History of the King James Bible Only Movement, que documenta una serie de defensores de la Biblia King James a lo largo de la historia.[cita requerida]
El Manual 2015 de la Iglesia Misionera de la Biblia, una denominación metodista en el movimiento de santidad conservadora, dice: "Apoyamos incondicionalmente el uso de la Versión Autorizada (Versión King James) de la Biblia como la autoridad final en nuestras iglesias y escuelas de habla inglesa. También hacemos constar que nos oponemos a la Versión Estándar Revisada de la Biblia, La Biblia Viva, la Nueva Traducción al Inglés de la Biblia, la Versión Condensada del Lector, la Nueva Versión Internacional y el uso público de otras versiones modernas".
La política eclesiástica de la Iglesia de los Hermanos Dunkard, una denominación anabautista conservadora de la tradición de los Hermanos Schwarzenau, establece: "Para ayudar en la memorización de las Escrituras entre nuestros miembros y nuestros niños, para ayudar a evitar la confusión y para promover la sana doctrina en nuestros servicios, la Versión King James Autorizada de la Biblia se utilizará en nuestra Escuela Dominical, Estudio Bíblico, y servicios de la iglesia. Se podrán hacer excepciones cuando sea necesario el uso de idiomas distintos al inglés."
El internado Agapé de Missouri respaldó la postura del solo King James. Un estudiante dijo que cuando llegó por primera vez a la escuela, fue desnudado y su Biblia fue tirada a la basura porque no era una Biblia King James.
En Latinoamérica, el pastor bautista mexicano Humberto Gómez Caballero revisó el texto de la versión de 1909 de la Biblia Reina-Valera con la biblia King James. Esta revisión terminó convirtiéndose en la versión Reina Valera Gomez (RVG), la cual fue publicada en 2004 y reeditada en 2010 y 2019. Esta versión se adhiere al movimiento, siendo el pionero en territorio hispano.

## Texto Recibido vs Texto alejandrino
B. G. Wilkinson de la Escuela Misionera de Washington escribe en su libro Truth Triunphant:
 
John William Burgon se opuso a lo que él llamó los "dos eruditos irresponsables de la Universidad de Cambridge" (Brooke Foss Westcott y el profesor Fenton John Anthony Hort) y su texto griego revisado.
Herman C. Hoskier:

el texto impreso por Westcott y Hort ha sido aceptado como "el texto verdadero", y las gramáticas, trabajos sobre el problema sinóptico, trabajos sobre crítica superior y otros se han basado en este texto.

J. H. Greenlee del Seminario Teológico de Asbury:

Las teorías textuales de W – H [Westcott & Hort] subyacen virtualmente a todos los trabajos posteriores en la crítica textual del NT.

D. A. Carson:

Las teorías de Westcott y Hort ... [son] casi universalmente aceptadas hoy. ... El trabajo crítico textual posterior [desde 1881] aceptó las teorías de Westcott y Hort. La gran mayoría de los eruditos evangélicos sostienen que las teorías textuales básicas de Westcott y Hort eran correctas y que la iglesia está muy en deuda con ellos.

Wilbur N. Pickering:

Las dos ediciones manuales más populares del texto en la actualidad, Nestles-Aland y U.B.S. (Sociedad Bíblica Unida) realmente varían poco del texto W – H [Westcott & Hort].

## Argumentos
Los onlistas de KJV a menudo critican cómo las nuevas versiones no cuentan con algunos versículos que se encuentran en la KJV. Por ejemplo, algunos de los versículos de Juan 5 y Juan 7 quedan fuera de las versiones NLT, NASV, ESV y NWT.
La mayoría de las nuevas versiones no tienen la Coma Joánica ("el Padre, la Palabra y el Espíritu Santo: y estos tres son uno"), porque no se encuentra en ninguno de los primeros manuscritos. Sin embargo, los onlistas de KJV a menudo defienden esta lectura citando a los primeros padres de la iglesia, que a veces usaban frases similares a la lectura. Esta lectura también se defiende alegando corrupción de los primeros textos, como el Sinaiticus. Los onlistas de KJV también han afirmado que la ausencia de la lectura provoca un error gramatical en el griego.
Por ejemplo, Ciprian parecía citar la coma, y esto ha sido utilizado por los onlistas de KJV para defender el versículo:
 

### Hechos 8:37
La mayoría de las nuevas versiones no tienen Hechos 8:37, porque no se encuentra en los primeros manuscritos. Los onlistas de KJV también defenderán el versículo usando citas de los primeros padres de la iglesia, como Irenaeus, que parecían conocer el versículo, que predatan los primeros manuscritos disponibles:
 

### Hades
El KJV traduce δης (hades) y Γέεννα (Gehenna) tanto como "infierno", a diferencia de las versiones modernas de la biblia que traducen δης como 'Hades'. Los onlistas de KJV critican que la idea de que Hades esté separado del infierno es una idea del paganismo y por lo tanto no bíblica.

### Texto alejandrino
Muchas veces, los onlistas de KJV afirman que el tipo textual alejandrino está dañado. Los onlistas de KJV citan a los primeros padres de la iglesia como prueba de la corrupción de los textos Alejandrinos, por ejemplo se cita que Orígenes dijo que hubo cambios en los manuscritos.
Los onlistas de KJV argumentarán que las lecturas más antiguas no son necesariamente mejores.

### Septuaginta
Los onlistas del KJV favorecen el texto masoretico sobre la  Septuaginta, y, muchas veces, los onlistas de KJV argumentan en contra de la creencia común de que el Nuevo Testamento citó el  Septuaginta.

### Derechos de autor
Los onlistas de KJV argumentan que las leyes de derechos de autor obligan a los traductores bíblicos a hacer cambios sustanciales en la Biblia, con el fin de reclamar derechos de autor.

## Críticas
James White ha investigado exhaustivamente los antecedentes y las fuentes de la Biblia tal como la tenemos hoy, y señala las serias debilidades de la posición de Sólo KJV, una visión aparentemente basada más en suposiciones erróneas e indemostrables que en evidencia sólida.
Gleason Archer

Uno de los signos más tristes del cristianismo legalista es la tenaz defensa de la KJV como la única traducción legítima al idioma inglés. Casi tan triste es que innumerables horas de tiempo de eruditos y pastores deben desviarse de las prioridades más importantes del reino de Dios para señalar los numerosos errores históricos, lógicos y fácticos del Únicamenteismo de la KJV, a pesar de que estos errores han sido expuestos repetidamente en el pasado. Sin embargo, el trabajo debe hacerse, y Jaime White lo hace magistralmente en este libro.
Craig Blomberg

La controversia King James Only es esencialmente una teoría de la conspiración que afirma que todas las traducciones modernas de las Escrituras se basan en manuscritos contaminados y que sus traductores están impulsados por una agenda liberal protestante o católica romana (o incluso un gobierno mundial).
Trevin Wax